# I doktorns familj
I doktorns familj är ett ofullbordat och opublicerat drama av Anne Charlotte Leffler, skrivet 1879. Manuskriptet finns bevarat i Kungliga biblioteket i Stockholm.

### Fotnoter
1. ↑  ”I doktorns familj. Interiör i 1 akt; 16 blad”. Anne Charlotte Lefflers papper. Kungliga biblioteket. https://arken.kb.se/se-s-hs-l4-a-4-2-2-2. Läst 11 september 2020.